# أمين شهر
أمين شهر (بالفارسية: امین‌شهر) هي مدينة تقع في إيران في الناحية المركزية من مقاطعة أنار التابعة لمحافظة كرمان. يقدر عدد سكانها بـ 4,044 نسمة .